# Psophocarpus tetragonolobus
Psophocarpus tetragonolobus är en ärtväxtart som först beskrevs av Carl von Linné, och fick sitt nu gällande namn av Dc. Psophocarpus tetragonolobus ingår i släktet Psophocarpus och familjen ärtväxter. Inga underarter finns listade i Catalogue of Life.

## Bildgalleri

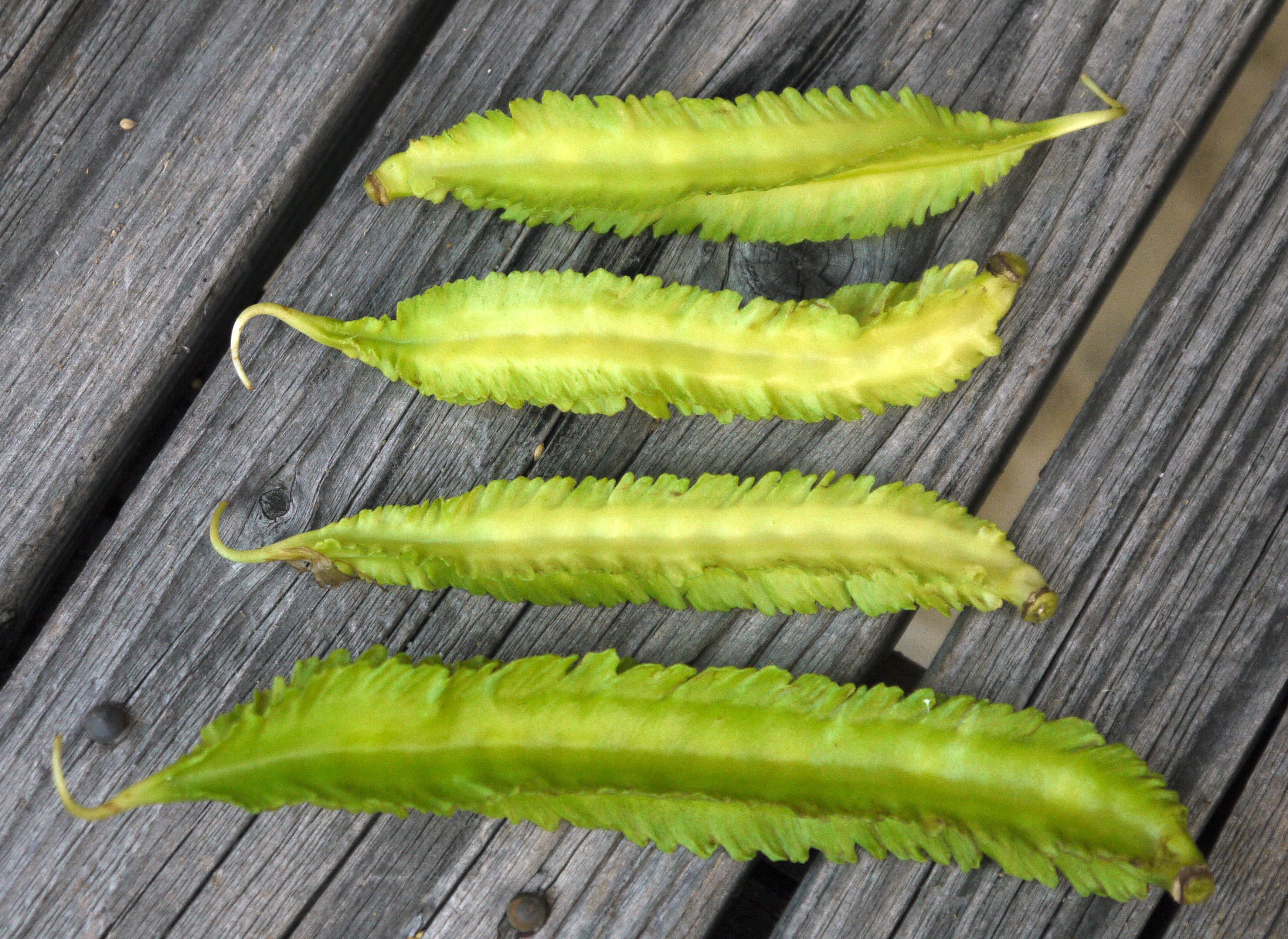
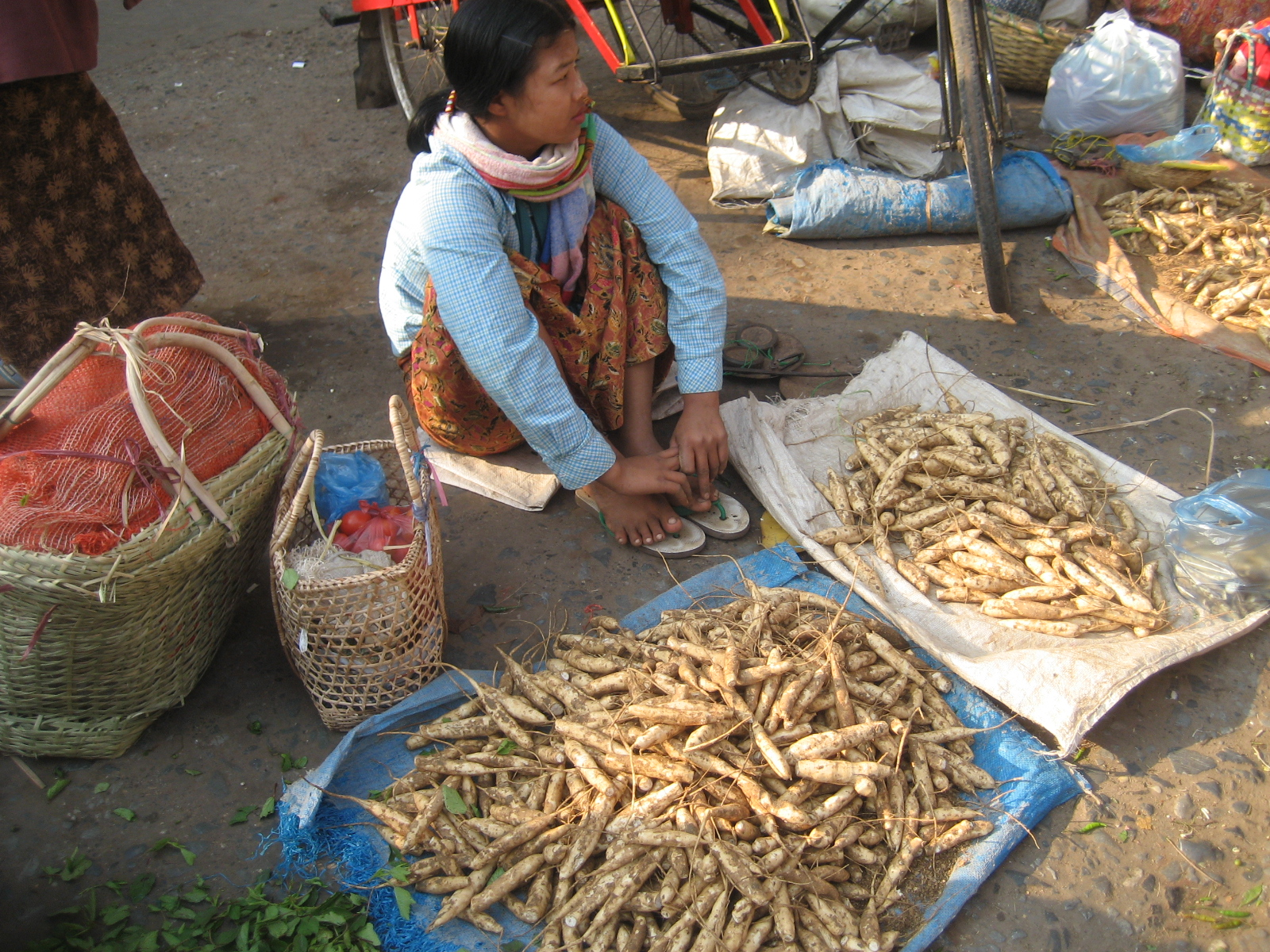
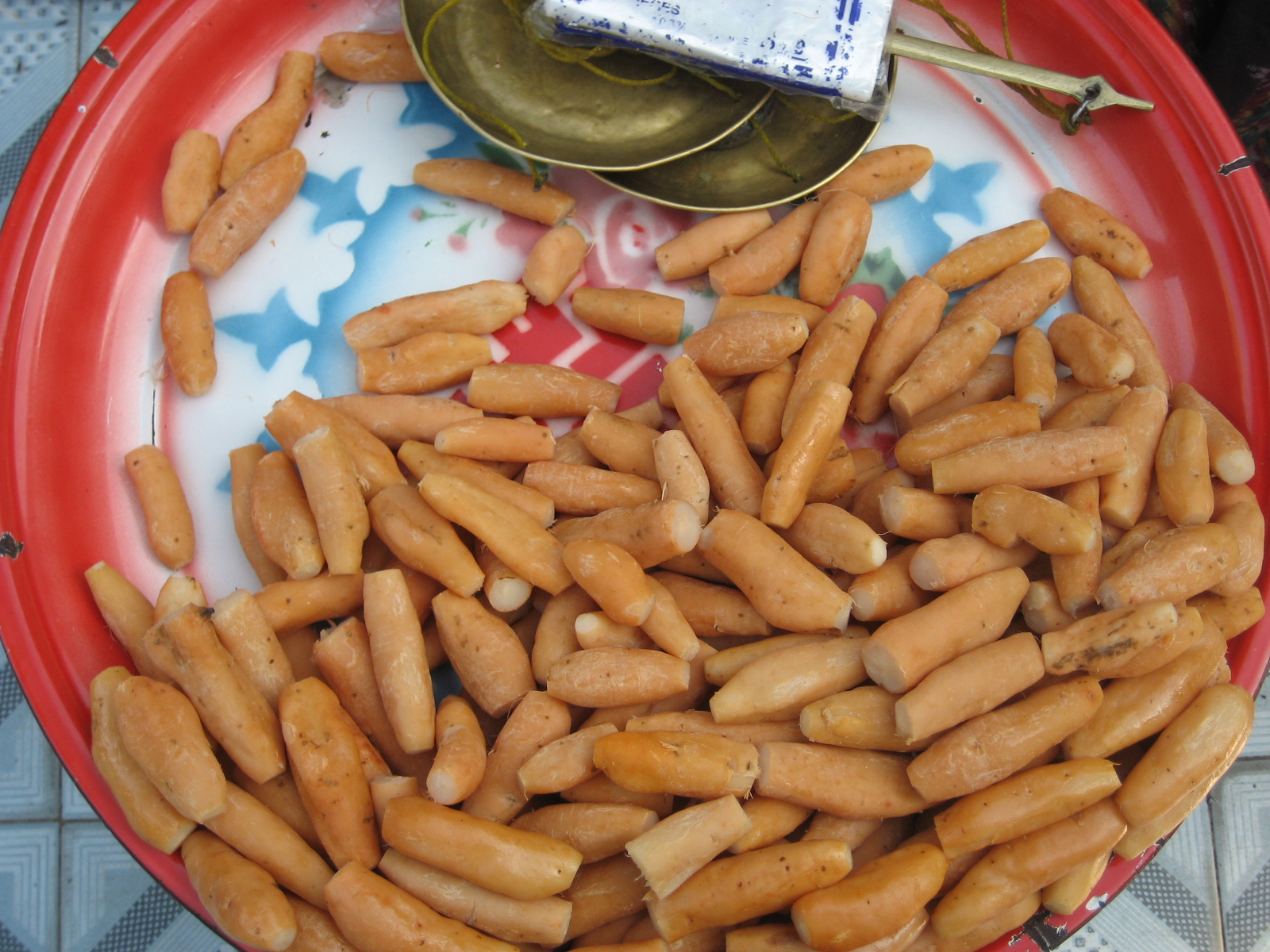
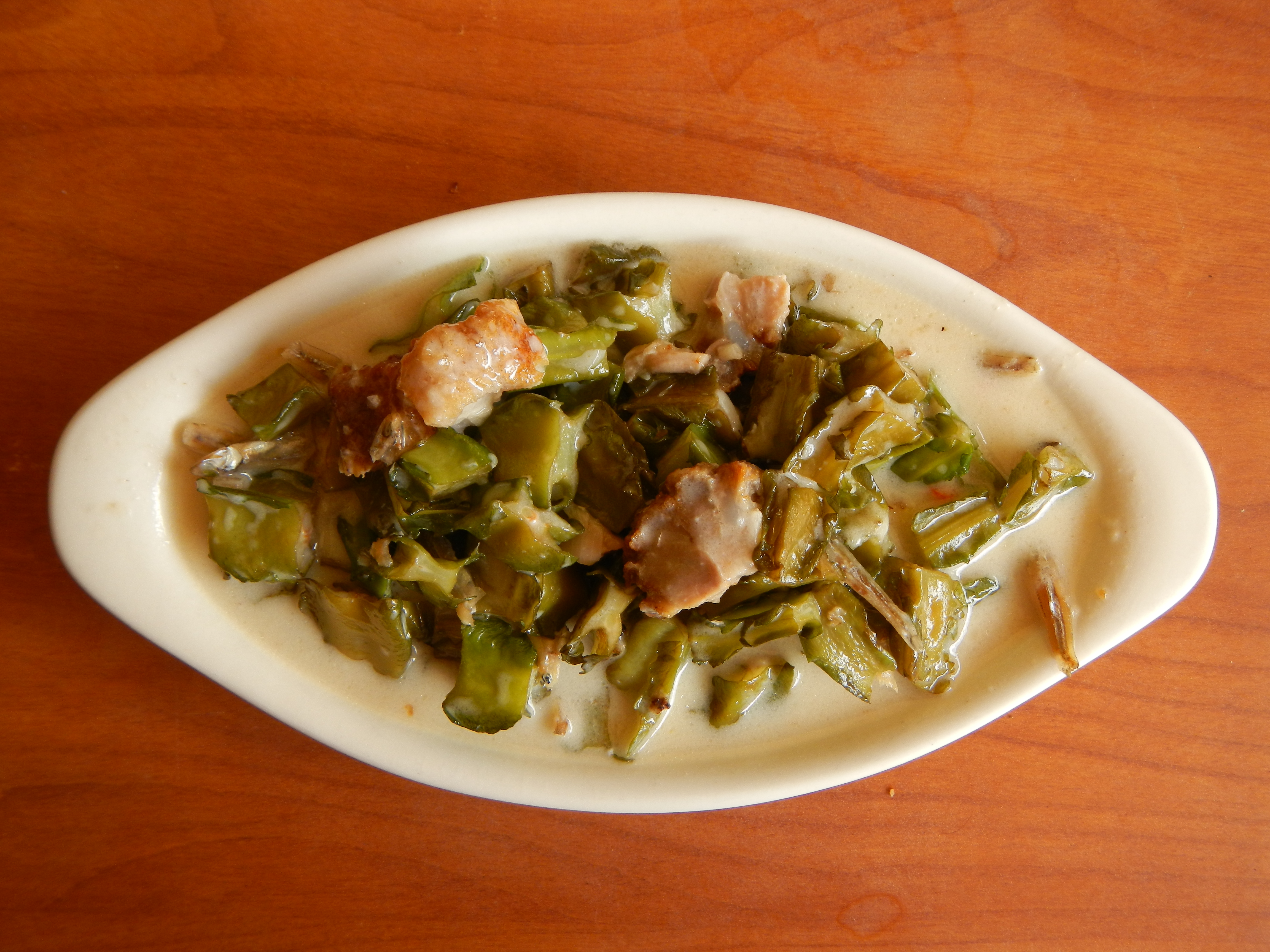
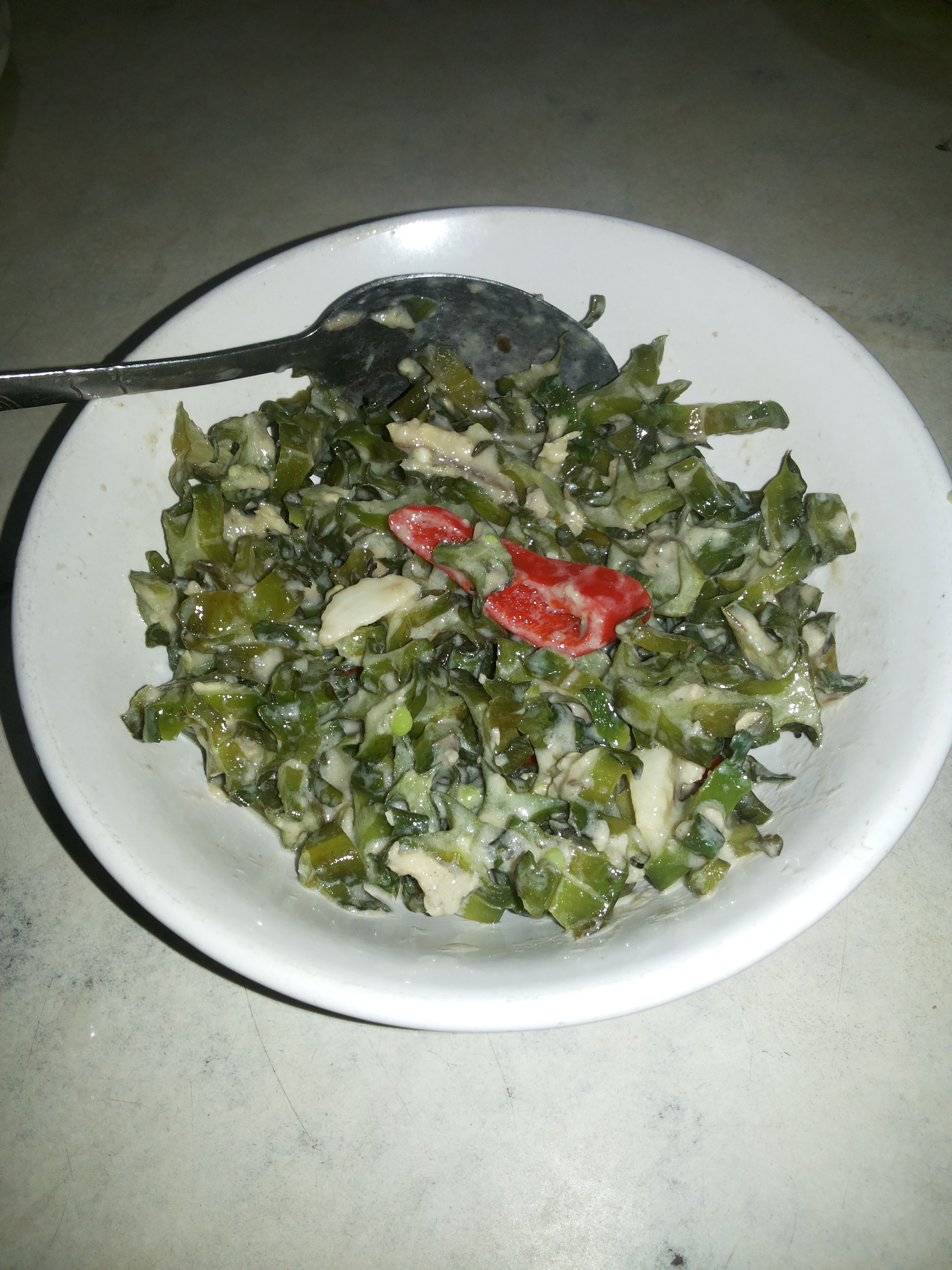
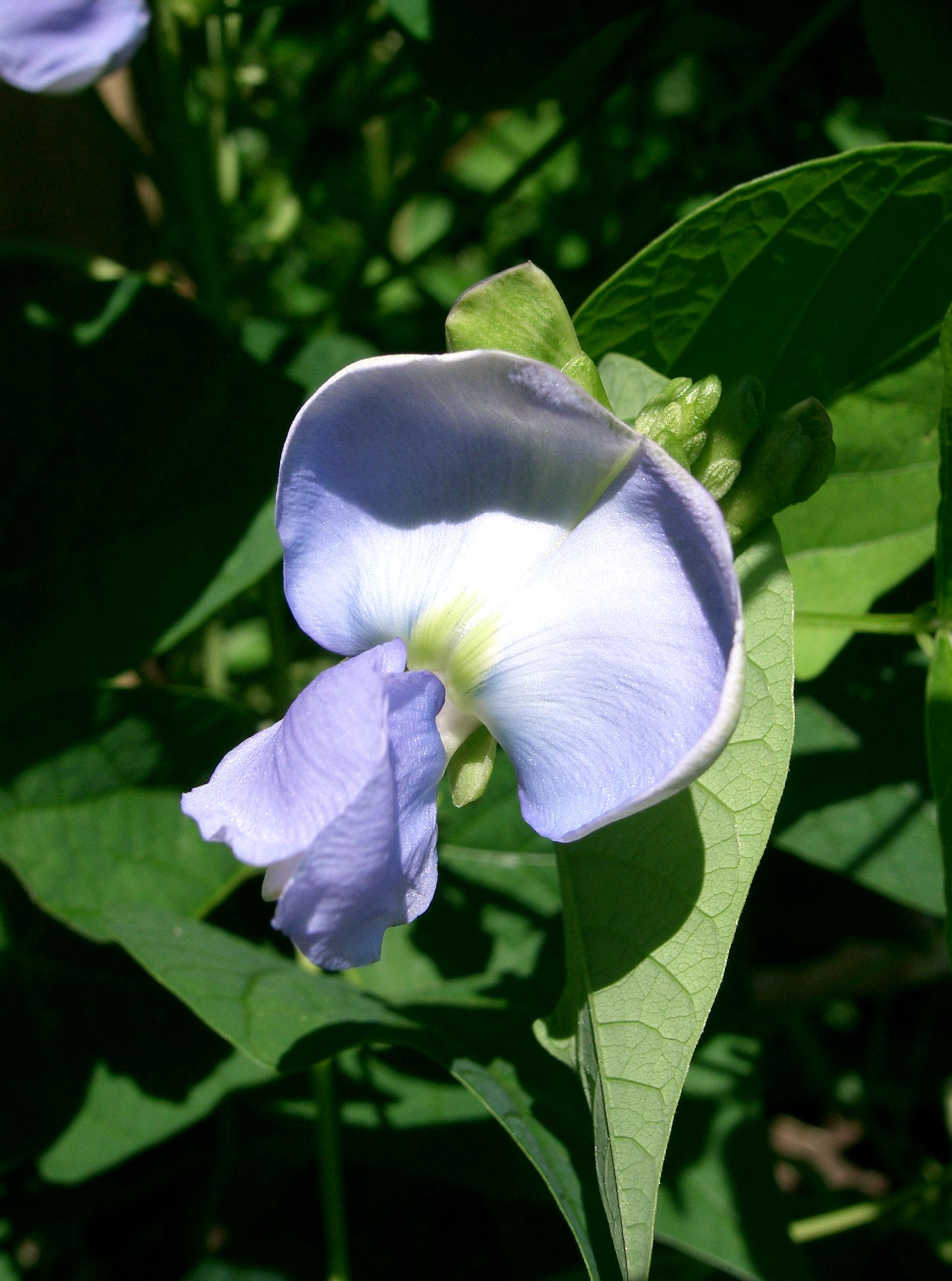